# NGC 1490
NGC 1490 è una vasta galassia ellittica situata nella costellazione del Reticolo, a una distanza di circa 258 milioni di anni luce dalla nostra Via Lattea.

## Scoperta
La galassia è stata scoperta il 2 novembre 1834 dall'astronomo britannico John Herschel.

## Descrizione
NGC 1490 presenta una larga riga a 21 cm dell'idrogeno neutro.